# Nico Mannion
Niccolò „Nico” Mannion (ur. 14 marca 2001 w Sienie) – włoski koszykarz, występujący na pozycji rozgrywającego, posiadający także amerykańskie obywatelstwo, reprezentant Włoch, aktualnie zawodnik Virtusu Bolonia.
Został dwukrotnie wybrany najlepszym zawodnikiem szkół średnich stanu Arizona (Arizona Gatorade Player of the Year - 2018, 2019). W 2019 został wybrany do II składu USA Today’s All-USA.
W 2019 wystąpił w meczach wschodzących gwiazd – Nike Hoop Summit, McDonald’s All-American.
10 sierpnia 2021 został zawodnikiem Virtusu Bolonia.

## Osiągnięcia
Stan na 19 sierpnia 2021, na podstawie, o ile nie zaznaczono inaczej.
NCAA
- Laureat Wooden Legacy MVP (2020)
- Zaliczony do:
  - I składu:
    - najlepszych pierwszorocznych zawodników Pac-12 (2020)
    - turnieju Wooden Legacy (2020)

  - II składu Pac-12 (2020)
- Najlepszy pierwszoroczny zawodnik kolejki Pac-12 (2.12.2019)

Reprezentacja
- Uczestnik:
  - kwalifikacji do mistrzostw świata (2017 – 7. miejsce)
  - mistrzostw Europy U–16 (2017 – 9. miejsce)